# Oliver Dupont (Schauspieler)
Oliver Dupont (* 1970 in Unna) ist ein deutscher Theater- und Filmschauspieler.

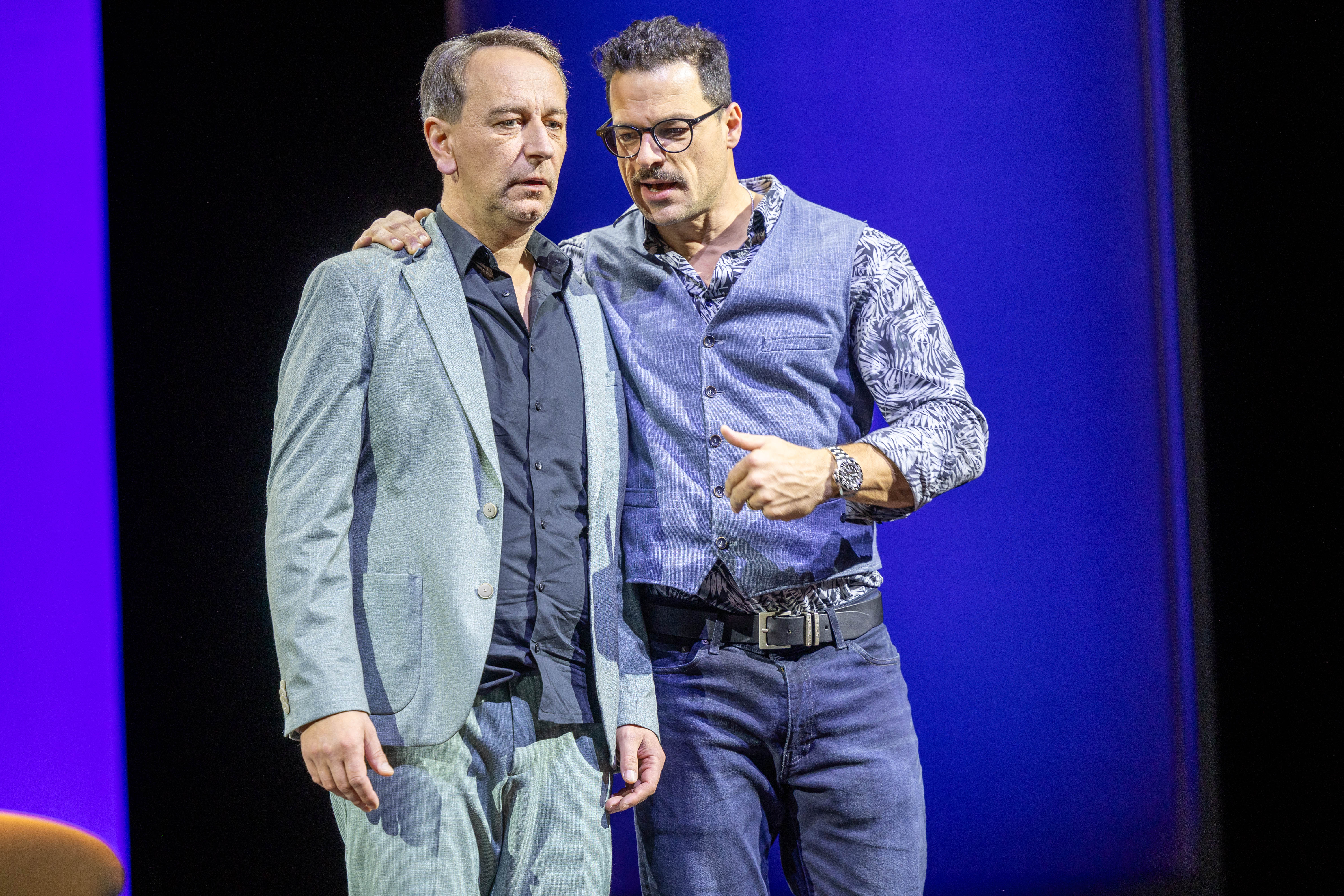
Oliver Dupont (links) in „Das perfekte Geheimnis“, Komödie am Kurfürstendamm (2023)

## Leben
Dupont wurde im Ruhrgebiet geboren und verbrachte den Großteil seiner Kindheit und Jugend im Sauerland. Nach dem Erwerb der Allgemeinen Hochschulreife studierte Dupont zunächst einige Semester Germanistik und Philosophie und absolvierte dann eine kaufmännische Ausbildung zum Buchhändler.
Er hatte als Theaterschauspieler Fest- und Gastengagements unter anderem an der Comödie Duisburg (2000–2006), an der Comödie Wuppertal (2000–2006), an der Comödie Bochum (2000–2006), am Contra-Kreis-Theater in Bonn (2006), am Theater an der Kö in Düsseldorf (2009, 2012), am Theater am Kurfürstendamm in Berlin (seit 2008), an der Komödie Winterhuder Fährhaus in Hamburg (seit 2008) und am Schlossparktheater in Berlin (2011).
Dupont spielte schwerpunktmäßig Rollen in Boulevardstücken. 2008 gab er, unter der Regie und an der Seite von Ingolf Lück, sein Debüt am Theater am Kurfürstendamm in einer Bühnenfassung von Alfred Hitchcocks Filmklassiker Die 39 Stufen; Dupont spielte darin insgesamt mehr als zwanzig verschiedene Rollen. Dupont gastierte mit dieser Produktion auch am Theater an der Kö, an der Komödie Winterhuder Fährhaus und ging mit dieser Produktion auch auf Tournee.
2009 spielte er am Theater am Kurfürstendamm, an der Seite von Edith Hancke und Klaus Sonnenschein, den angehenden Astrologie-Professor Dr. Thomas Marx in der Boulevard-Komödie Alles Astro.  2010 trat er in dem Boulevardtheater-Klassiker Boeing, Boeing von Marc Camoletti an der Komödie Winterhuder Fährhaus auf; er spielte darin, „herrlich verdruckst“, die Rolle von Robert, den Jugendfreund des Bankers Bernhard. 2011 alternierte er mit Philipp Sonntag neben Brigitte Grothum und Dagmar Biener in der Rolle des persönlichkeitsgestörten Neffen Teddy Brewster in der Komödie Arsen und Spitzenhäubchen am Schlosspark-Theater in Berlin.
Häufig arbeitete Dupont als Darsteller in Kindertheaterproduktionen, so als in der Titelrolle als Ali Baba oder als Prinz John in Robin Hood. Außerdem spielte er bei mehreren freien Theatergruppen. Er leitete Theatergruppen, in denen behinderte und nicht behinderte Menschen gemeinsam auftraten; dort schrieb und inszenierte er auch eigene Stücke.
Oliver Dupont ist bekannt aus mehreren kleineren Rollen im deutschen Fernsehen. Ein größeres Publikum erreichte er durch seine Auftritte in einigen Sketch Shows wie Mensch Markus, Weibsbilder und Mannsbilder. In der Sketch-Comedy Mannsbilder war Dupont einer der vier Hauptdarsteller.
Dupont ist verheiratet und hat zwei Kinder; er lebt mit seiner Familie in Berlin.

## Filmografie
- 2004: Mensch Markus
- 2005: Die Anrheiner
- 2005–2006: Weibsbilder
- 2007: Deutschland ist schön – Die Allstar Comedy
- 2007: SOKO Köln
- 2008: Mannsbilder
- 2011: Löwenzahn
- 2012: Schleuderprogramm
- 2012: Wilsberg: Die Bielefeld-Verschwörung
- 2021: Lena Lorenz: Eltern für mein Kind
- 2023: SOKO Wismar – Ein letzter Schluck

## Theater
- 2008–2010: Theater am Kurfürstendamm, Komödie Winterhuder Fährhaus Hamburg, Tournee: Die 39 Stufen, Alles Astro
- 2009: Theater an der Kö: Die 39 Stufen (Regie: Ingolf Lück/Hans Kieseier)
- 2010–2011: Freies Werkstatt Theater Köln: Benefiz – Jeder rettet einen Afrikaner (Regie: Folke Braband)
- 2010–2011: Theater am Kurfürstendamm, Komödie Winterhuder Fährhaus Hamburg: Boeing, Boeing (Regie: Marcus Ganser)
- 2011: Schlossparktheater: Arsen und Spitzenhäubchen (Regie: Ottokar Runze)
- 2011: Theater am Kurfürstendamm: Achtung, deutsch! (Regie: Martin Woelffer)[7]
- 2023: Komödie am Kurfürstendamm: Das perfekte Geheimnis (Regie: Martin Woelffer)[8]